# Ižačka
Izačka (mađ. Izsákpuszta) je selo u jugoistočnoj Mađarskoj.

## Zemljopisni položaj
Nalazi se 3 kilometra južno od uže jezgre Dušnoka. 5 km zapadno je Dunav, sjeverozapadno je Fajsin, jugoistočno je Nadvar. Jugo-jugoistočno je Čikuzda.

## Upravna organizacija
Nalazi se u kalačkoj mikroregiji u Bačko-kiškunskoj županiji. Upravno pripada selu Dušnoku, a uz ovo selo to su još i Lenes i Papföld.
Poštanski je broj 6353. 
2001. je godine Ižačka imala 1 stalnog stanovika.

## Promet
Istočno prolazi državna cestovna prometnica br. 51, a južno cestovna prometnica M9.